# 1865 en arts plastiques
| Années des arts plastiques : 1862 - 1863 - 1864 - 1865 - 1866 - 1867 - 1868    |
| Décennies des arts plastiques : 1830 - 1840 - 1850 - 1860 - 1870 - 1880 - 1890 |

Cette page concerne l'année 1865 en arts plastiques.

## Œuvres

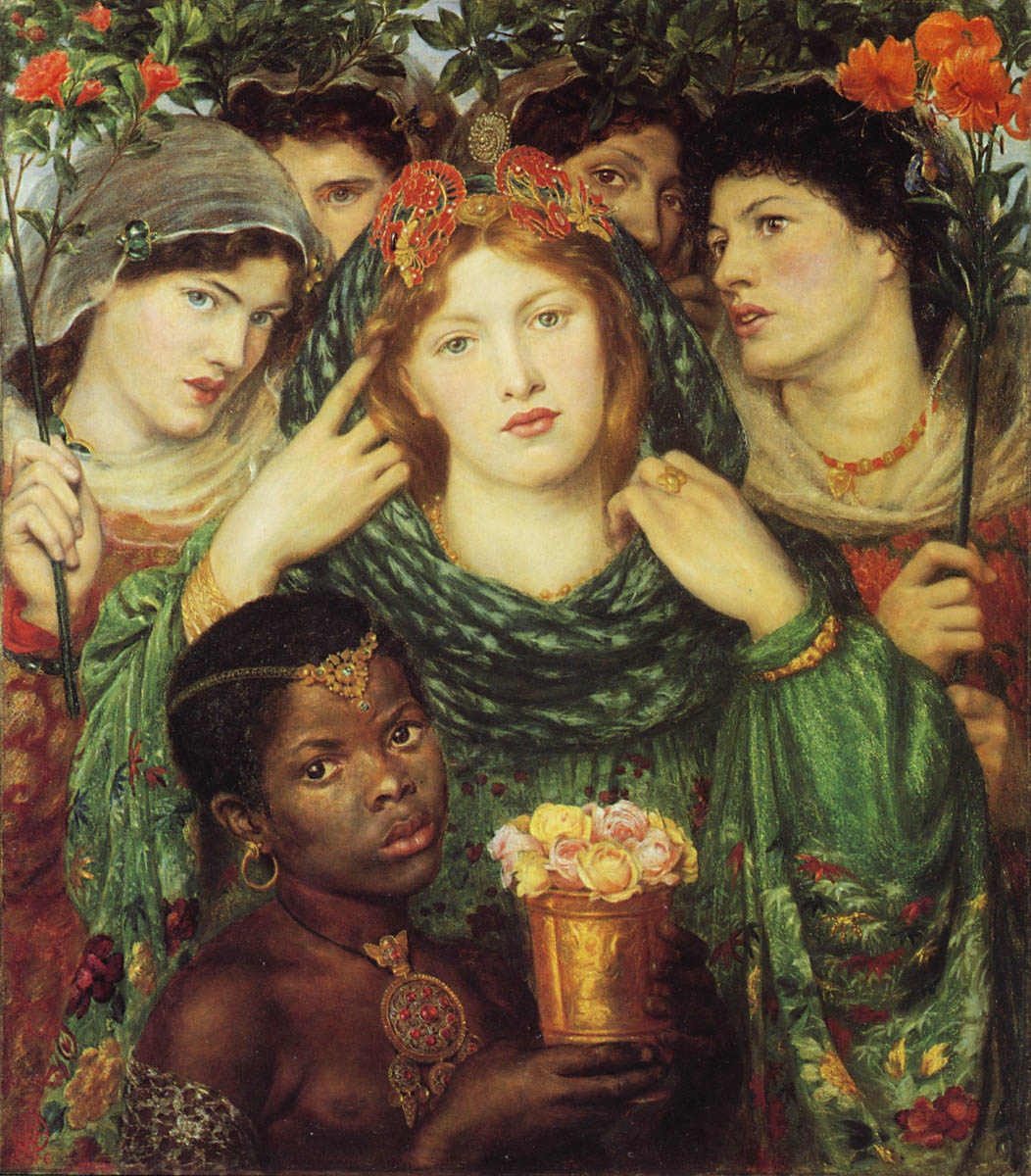
La mariée, de Dante Gabriel Rossetti

- Corrida : la mort du taureau, huile sur toile d'Édouard Manet
- Ville-d'Avray, huile sur toile de Camille Corot.

## Naissances
- 1er janvier : Jacques Louis Robert Villeneuve, sculpteur français († 16 février 1933),
- 17 janvier :
  - Charles-Frédéric Lauth, peintre français († 23 mars 1922),
  - Georges Maroniez, peintre, photographe et inventeur français († 11 décembre 1933),
- 19 janvier :
  - Égide Rombaux, sculpteur belge († 11 septembre 1942),
  - Valentin Serov, peintre russe († 5 janvier 1912),
- 25 janvier : Jeanne Forain, peintre et sculptrice française († 17 juin 1954),
- 27 janvier : Benoît Hartmann, peintre français († 31 janvier 1945),
- 31 janvier : Georges Chicotot, peintre, médecin et radiologue français († 1921),
- 3 février :
  - Madeleine Carpentier, peintre, aquarelliste et lithographe française († 13 septembre 1949),
  - Isaac Israëls, peintre néerlandais († 7 octobre 1934),
- 12 février : Aleardo Villa, peintre italien († 31 décembre 1906),
- 13 février : István Csók, peintre hongrois († 1er février 1961),
- 21 février : Raymond de La Nézière, peintre, illustrateur et caricaturiste français († 23 janvier 1953),
- 22 février : Otto Modersohn, peintre allemand († 10 mars 1943),
- 23 février : Anatole Guillot, peintre et céramiste français († février 1911),
- 26 février : Blanche Odin, aquarelliste française († 3 août 1957),
- 11 mars :
  - Jean Patricot, peintre et graveur français († 10 mars 1928),
  - Charles Spindler, peintre, illustrateur, ébéniste, écrivain et photographe français († 3 mars 1938),
- 13 mars : Jean-Constant Pape, peintre français († 22 octobre 1920),
- 26 mars : Édouard Navellier, graveur, sculpteur et peintre français († 30 août 1944),
- 27 mars : Paul Henri Simons, peintre français († 16 février 1932),
- 8 avril : André Eugène Costilhes, peintre et décorateur français († 1er septembre 1940),
- 15 avril : Olga Boznańska, peintre polonaise († 26 octobre 1940),
- 24 avril : Anna Wengberg, peintre suédoise († 13 octobre 1936),
- 28 avril : Louis Ageron, peintre et aquarelliste français († septembre 1935),
- 30 avril : Georges Binet, peintre français († 9 juillet 1949),
- 2 mai : Abel-Maurice Bianchi, sculpteur français († 27 janvier 1899),
- 12 mai : Max Seliger, peintre allemand († 10 mai 1920),
- 16 mai : Edvard Westman, peintre suédois († 23 septembre 1917),
- 20 mai : Gustave Fayet, peintre et collectionneur français († 24 septembre 1925),
- 24 mai :
  - Émile Ancelet, peintre pointilliste, taxidermiste et collectionneur français († 8 février 1951),
  - Adolphe Crauk, graveur au burin et peintre français († 13 décembre 1945),
- 25 mai : Aline Guérin-Billet, peintre et sculptrice française († 24 décembre 1939),
- 8 juin : Ernest Édouard Martens, peintre français († 25 février 1926),
- 26 juin : Marius-Antoine Barret, peintre et graveur français († 1929),
- 8 juillet : Jules Adler, peintre  naturaliste français († 11 juin 1952),
- 10 juillet : Willy Hamacher, peintre allemand († 9 juillet 1909),
- 14 juillet : Georges Jules Moteley, peintre français († 23 avril 1923),
- 17 juillet : Hermann Groeber, peintre allemand († 24 juin 1935),
- 22 juillet :
  - Stanislas Ignace Fabijański, peintre, illustrateur et créateur d'affiches polonais († 13 février 1947),
  - Lars Jorde, peintre norvégien († 25 septembre 1939),
  - Paul Alphonse Marsac, peintre français († 4 février 1926),
- 25 juillet : Ludwig Dettmann, peintre allemand († 19 novembre 1944),
- 31 juillet : Frédéric-Auguste Cazals, peintre, dessinateur, écrivain, poète et illustrateur français († 2 mars 1941),
- 1er août :
  - Laurent Auberge de Garcias, peintre français († 1920),
  - Eugène de Suède, prince suédois et norvégien et duc de Närke, peintre et graveur († 17 août 1947),
- 7 août : Luděk Marold, peintre, illustrateur et affichiste austro-hongrois († 1er décembre 1898),
- 16 août : Gustave Quenioux, peintre français († 11 août 1949),
- 24 août : Georges Achille-Fould, peintre française († 24 août 1951),
- 1er septembre : Karel Vítězslav Mašek, peintre, architecte et affichiste austro-hongrois puis tchécoslovaque († 24 juillet 1927),
- 10 septembre :
  - André Delaistre, peintre paysagiste français († 1er août 1931),
  - Misti, peintre, affichiste, lithographe et illustrateur français († 20 juin 1922),
- 13 septembre : Lucien Mignon, peintre, illustrateur, lithographe et pastelliste français († 13 mars 1944),
- 17 septembre : Franc Malzac, peintre, illustrateur et affichiste français († 28 octobre 1920),
- 23 septembre : Suzanne Valadon, modèle et peintre française († 7 avril 1938),
- 25 septembre : Henri Lebasque, peintre post-impressionniste français († 7 août 1937),
- 27 septembre : Édouard Doigneau, peintre français († 20 avril 1954),
- 30 septembre : Lucien Lévy-Dhurmer, peintre, sculpteur et céramiste symboliste français († 24 septembre 1953),
- 3 octobre : Gustave Loiseau, peintre post-impressionniste français († 10 octobre 1935),
- 18 octobre :
  - Gabriele Galantara, peintre, journaliste, dessinateur, illustrateur et caricaturiste anticlérical italien († 10 janvier 1937),
  - Henri Adrien Tanoux, peintre français († 29 juillet 1923),
- 22 octobre :
  - Otto Antoine, peintre allemand († 14 juillet 1951),
  - Giuseppe Cassioli, peintre et sculpteur italien († 5 octobre 1942),
- 25 octobre : Walter Leistikow, peintre allemand († 24 juillet 1908),
- 29 octobre : Léon Dardenne, peintre, dessinateur et affichiste belge († 12 février 1912),
- 11 novembre : 
  - Donatus Buongiorno, peintre italien, installé aux États-Unis († 25 octobre 1935),
  - Joseph Ravaisou, peintre français († 22 décembre 1925),
- 12 novembre : Blanche Hoschedé, peintre et modèle français († 8 décembre 1947),
- 16 novembre : Pierre Bonnaud, peintre français († 15 juillet 1930),
- 20 novembre : Joseph-Germain Strock, peintre et professeur d'art luxembourgeois († 31 décembre 1923),
- 25 novembre : Georges Lemmen, peintre, graveur et dessinateur impressionniste belge († 5 juillet 1916),
- 27 novembre : Étienne Mein, peintre et graveur français († 5 mai 1938),
- 1er décembre : Charles Virion, médailleur, sculpteur animalier, peintre et céramiste français († 30 décembre 1946),
- 15 décembre : Victor Rousseau, sculpteur belge († 17 mars 1954),
- 17 décembre : Gaston Noury, peintre, pastelliste, affichiste et dessinateur français († 21 septembre 1936),
- 28 décembre : Félix Vallotton, peintre, graveur, illustrateur, sculpteur, critique d'art et romancier français d'origine suisse († 29 décembre 1925),
- 31 décembre : Émile Fabry, peintre belge († 1966).
- Date précise inconnue :
  - Pierre Bellet, peintre et graveur français († 1924),
  - Jeanne Bosc, peintre et sculptrice française († 1954),
  - Pierre Boyer, peintre paysagiste et portraitiste français († 1933),
  - Adolphe Clary-Baroux, peintre français († juillet 1933),
  - Riccardo Fainardi, peintre, sculpteur et architecte d'intérieur italien († 1959),
  - Modesto González, peintre argentin († 1908),
  - Mary Rankin Swan, peintre portraitiste irlandaise († 1944).

## Décès
- 20 janvier : Giovanni Marghinotti, peintre néoclassique italien (° 6 janvier 1798),
- 23 janvier : Joseph-Désiré Court, peintre français (° 14 septembre 1797),
- 21 février : Constant Troyon, peintre français (° 28 août 1810),
- 1er mars : 
  - John Gendall, peintre, aquarelliste et lithographe britannique (° 31 janvier 1789),
  - Auguste Desperet, graveur sur bois, dessinateur, lithographe et collectionneur d’art français (° 1er février 1804),
- 24 mars : Auguste-Hyacinthe Debay, sculpteur et peintre français (° 2 avril 1804),
- 10 avril : Julie Hugo, peintre française (° 1797),
- 30 juin : Vincent-Nicolas Raverat, peintre français (° 22 janvier 1801),
- 27 juillet : Jean-Joseph Dassy, peintre français (° 27 décembre 1791),
- 9 août :  Lodovico Aureli, graveur et peintre italien (° 9 janvier 1816),
- 14 août : Fitz Henry Lane, peintre américain (° 19 décembre 1804),
- 2 septembre : Henri Serrur, peintre français (° 9 février 1794),
- 9 septembre : François Protheau, peintre et sculpteur français (° 30 juillet 1823),
- 16 septembre : Émile Zipelius, peintre français (° 30 juin 1840),
- 30 septembre : François-Joseph Heim, peintre français (° 16 janvier 1787),
- 3 novembre : François Alexandre Pernot, peintre et dessinateur français († 10 février 1793),

- Date précise inconnue : 
  - Luigia Mussini-Piaggio, peintre italienne (° 1832),
  - Antoine Wiertz, peintre, sculpteur et lithographe belge (° 1806),

- 1865 ou 1867 :
- Ferdinando Cavalleri, peintre et portraitiste italien (° 1794).